# Chiastopsylla numae
Chiastopsylla numae är en loppart som först beskrevs av Rothschild 1904.  Chiastopsylla numae ingår i släktet Chiastopsylla och familjen Chimaeropsyllidae. Inga underarter finns listade i Catalogue of Life.